# 蒲生賢秀
蒲生 賢秀（がもう かたひで）は、戦国時代から安土桃山時代にかけての武将。六角氏、織田氏の家臣。近江国日野城城主。権太郎。左兵衛大夫（左兵衛太夫）。

## 生涯
天文3年（1534年）、六角氏の重臣の蒲生定秀の長男として誕生。母は馬淵山城守の娘。主君・六角義賢より偏諱を受け、賢秀と名乗った。
天文18年（1549年）、六角義賢が細川晴元に加勢した際、これに従い、摂津国で三好長慶と戦った。
父の定秀と共に六角氏に仕え、永禄6年（1563年）に観音寺騒動が発生すると定秀と共にその収拾に尽力し、永禄10年（1567年）に制定された分国法・『六角氏式目』に定秀と共に連署している。
永禄11年（1568年）、義賢と織田信長による観音寺城の戦いでは、賢秀は柴田勝家と蜂屋頼隆等に攻められるが、これを堅守した。しかし、義賢は信長に敗北し、六角家は没落する。賢秀は敗北を聞いてもなお日野城に籠城し、抵抗する様子を見せていた。しかし、賢秀の妹を妻としていた織田家の部将の神戸友盛が日野城に乗り込んで説得した結果、賢秀は降伏し、賢秀は嫡男の鶴千代（後の蒲生氏郷）を人質として差し出して信長の家臣となり、柴田勝家の与力となる。信長は賢秀・鶴千代父子を気に入り、鶴千代に娘の相応院を嫁がせて娘婿に迎えている。
元亀元年（1570年）4月、信長が越前国・朝倉義景を攻めると、子・氏郷と共に従い、手筒山城を攻めた。このとき、浅井長政が信長から離反したため、信長は急遽京都に戻る。同年5月、信長より合計5510石の領地目録を与えられた。
元亀2年（1571年）1月、信長は、伊勢国神戸城城主・神戸友盛夫妻を賢秀に預けた。これは、永禄11年（1568年）に信長の子・信孝が友盛の養子となったが、その後、同族である関盛信の子・勝蔵（関盛吉か）も養い、信孝を疎かにしようとしたためである。なお、『勢州兵乱記』では元亀2年（1571年）1月、『氏郷記』では、同4年（1573年）1月のこととしている。元亀4年 / 天正元年（1573年）春には、関盛信も信長の怒りに触れ、賢秀に預けられた。
天正元年（1573年）4月、旧主・六角義治が鯰江城に籠城した際、信長に従い、これを攻めている。同年7月、将軍・足利義昭が挙兵すると、賢秀父子は信長に従い、義昭が拠る槇島城を攻めた。同年8月〜9月、信長が、浅井長政、朝倉義景を攻め滅ぼした際、賢秀父子もこれに従った。
天正2年（1574年）7月、信長が伊勢長島を攻めた際、賢秀父子は柴田勝家軍の先鋒として従軍した。
天正7年（1579年）3月17日、父・定秀が死去した。同年7月、賢秀は曾祖父・蒲生貞秀以後の一族38人の供養を日野信楽院で行った。
柴田勝家の北陸移封後は近江に残り、独立した軍団を形成した。
天正10年（1582年）6月2日、本能寺の変の際、賢秀は安土城二の丸を守備していた。信長横死の報がもたらされると、嫡男の賦秀（氏郷）を日野城から呼んで、6月3日卯刻に安土城から信長の御台君達を日野城に避難させて、立て籠もった。このことは伊賀越えの最中の徳川家康から労をねぎらわれている。脱出の最中、信長の女房衆から安土城を焼き、城内の宝物を持ち出すよう賢秀に言ったが、「神仏の加護から見放されてしまう」と断り、「宝物を取るとは欲にふけっている」と批判されるので、そのまま退城したという。
明智光秀からは多賀豊後守や布施忠兵衛等が派遣され、味方に付けば近江半国を遣わすとの破格の条件を提示してきたが、賢秀は信長の恩を忘れることはできないと敢然と拒絶したという。同年、賦秀（氏郷）に家督を譲る。
天正11年（1583年）春、織田信雄・羽柴秀吉と織田信孝・柴田勝家の間に対立が起こると、賢秀・氏郷父子は秀吉方に与した。このとき、賢秀の娘（三条殿）が秀吉の側室となった。
三条殿について、「信楽院本蒲生系図」では定秀の娘・賢秀の妹としているが、『近江蒲生郡志』は、定秀の娘としては年代が合わず、賢秀の娘の中にも三条殿は見えないため、賢秀の猶子であろうとしている。
天正12年（1584年）4月17日、死去。享年51。法号は恵倫寺天英恵倫大徳。
妻（氏郷の母）は、文禄3年（1594年）5月11日、死去した。成春院鮮花大姉と諡された。

## 恵倫寺（菩提寺）
天正18年（1590年）9月、子・氏郷は、会津に移封された後、賢秀の菩提寺として恵倫寺を建立した。結城安穏寺の僧・存鶴を招いて住まわせた。
当初、鶴ヶ城内の米代にあり、慶長17年（1612年）、現在地（現・会津若松市花見ヶ丘）に移った。

## 人物・逸話
- 信長が岐阜を拠点にしていた頃は各地の合戦に賢秀・氏郷親子をお供させていたが、安土を拠点にしていた頃になると、毎度出陣の度に賢秀を安土城の留守居として残していたという（『氏郷記』）。
- 明智光秀の勧誘を拒絶した律儀さにより「日野の頑愚どの」との異名を受けた。しかし一方で安土城に火を放たず、財物をそのまま残し退去したので、明智方に日野城まで攻め込まれるのを恐れてそのままにしたと、臆病者、小心者との評価もある。『 老人雑話』に「日野の蒲生殿は陣とさえ言や、下風おこる」（戦と聞いただけで臆病風にふかれる）という小唄が紹介されている。臆病者説について、作家の海音寺潮五郎は六角家に最後まで忠節を尽くし日野城に僅かな兵で籠った賢秀が臆病であろうはずがないと否定している。

## 系譜
- 父：蒲生定秀
- 母：馬淵山城守の娘
- 正室：後藤賢豊の娘
- 室：おきり - 後藤播磨守の娘
  - 三男：蒲生氏郷
- 生母不明の子女
  - 男子：蒲生氏信
  - 男子：蒲生氏春
  - 四男：蒲生重郷
  - 男子：蒲生貞秀
  - 女子：布施忠兵衛室 - 後関一政正室
  - 女子：田丸直昌正室
  - 女子：小倉行春正室
  - 女子：三条殿 - とら、豊臣秀吉側室

- 『近江蒲生郡志』では、氏郷、女子（関一政室）、女子（田丸具直室）、女子（小倉左衛門尉室）[27]（なお、ここに三条殿は記載されていない）。
- 『藩翰譜』では、氏郷、女子（関一政の妻）、女子（田丸具直の妻）、女子（小倉作左衛門の妻）、女子（南部利直の妻）[28]（なお、ここに三条殿は記載されていない）。

### 兄弟姉妹
- 『近江蒲生郡志』では、賢秀、青地茂綱、女子（神戸友盛室）、女子（美濃部上総介室）、小倉実隆、女子（池田忠知室、早世）、女子（関盛信室）[27]。
- 『藩翰譜』では、賢秀、小倉実隆、某（藤右衛門尉）、青地茂綱、女子（神戸友盛の妻）、女子（関盛信の妻）[23]。